# Trattato di Dancing Rabbit Creek

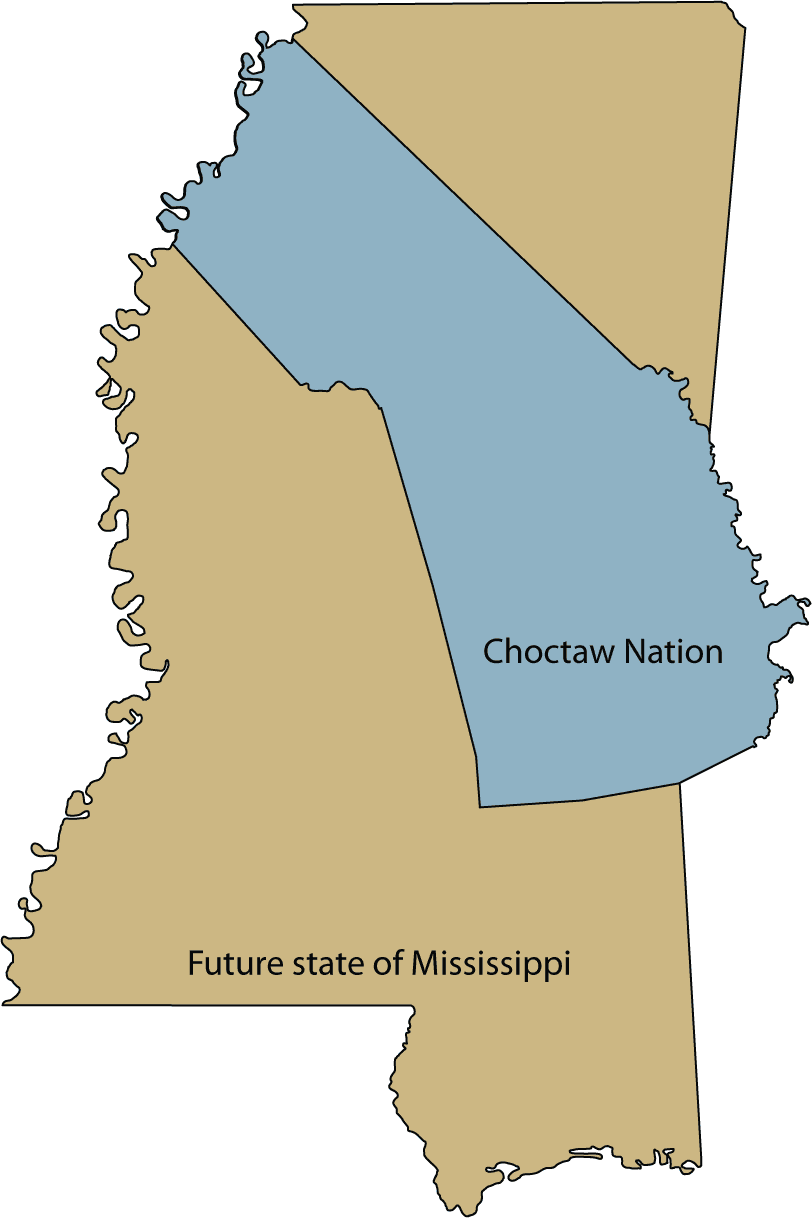
L'area approssimativa che il trattato andò a delineare (blu) in relazione a quello che sarà poi lo Stato del Mississippi.

Il trattato di Dancing Rabbit Creek è un trattato che fu siglato il 27 settembre 1830 ed ufficializzato il 24 febbraio 1831 tra la tribù degli indiani d'America Choctaw e il governo degli Stati Uniti. Si tratta del primo trattato di deportazione degli indiani effettuato seguendo l'accordo dal nome di Indian Removal Act (atto di deportazione degli indiani). Il governo statunitense si aggiudicò circa 11 milioni di acri (45,000 km²) della nazione dei Choctaw (nell'attuale Mississippi) in cambio di 15 milioni di acri (61,000 km²) nell'Indian Territory, oggi lo stato dell'Oklahoma.
I principali negoziatori Choctaw furono Greenwood LeFlore, Musholatubbee e Nittucachee, mentre quelli degli Stati Uniti furono il colonnello John Coffee e John Eaton.
Il luogo dove fu firmato il trattato si trova nell'angolo a sud-ovest della contea di Noxubee ed era noto ai Choctaw come Bok Chukfi Ahilha (dove bok sta per "ruscello", chukfi "coniglio" e a hilha "luogo per ballare").
Il trattato di Dancing Rabbit Creek fu l'ultimo ad essere accettato dalla tribù Choctaw. Con la sua ratifica da parte del Congresso USA nel 1831, i Choctaw che decisero di restare nel Mississippi divennero il principale gruppo etnico non-europeo a ricevere la cittadinanza statunitense.

## Descrizione
Il 25 agosto 1830 i Choctaw avrebbero dovuto incontrare Andrew Jackson a Franklin, in Tennessee, ma Greenwood Leflore informò il segretario John Eaton che i capo della tribù si opponevano fortemente a qualsiasi trattativa. Il presidente Jackson era adirato ma decise comunque di mandare John Coffee e John Eaton dai Choctaw nella loro nazione. Il luogo di incontro sarebbe stato quello che i nativi definivano "il luogo dove i conigli si riuniscono per ballare", che in inglese è reso come Dancing Rabbit Creek.
I commissari s'incontrarono con i capotribù il 15 settembre 1830 nel suddetto luogo. In un'atmosfera carnevalesca, gli ufficiali del governo spiegarono la decisione di deportazione e si fecero aiutare da degli interpreti. Ad ascoltare erano presenti circa seimila Choctaw, tra uomini, donne e bambini. I Choctaw dovevano migrare ad ovest del fiume Mississippi oppure sottomettersi alle leggi del Governo degli Stati Uniti in quanto divenuti a tutti gli effetti cittadini riconosciuti. Il trattato 

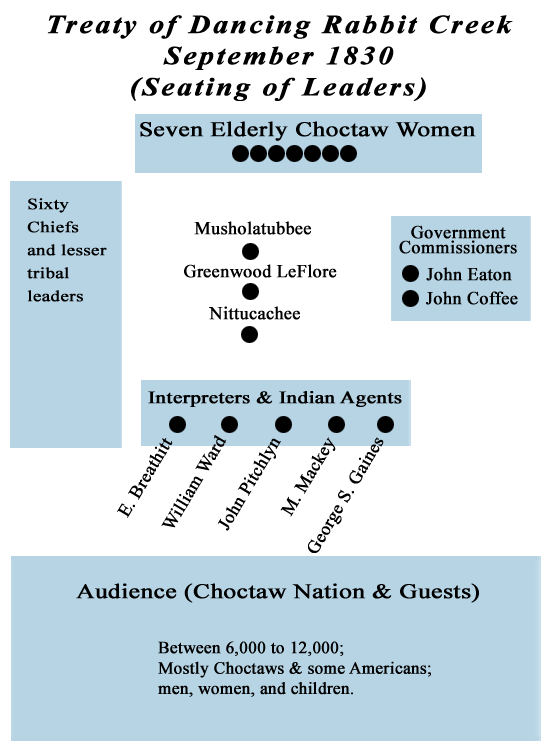
Le zone approssimative dove sedevano i rappresentanti dei Choctaw e i leader statunitensi.

L'articolo 14 consentiva ad alcuni Choctaw di restare nello Stato del Mississippi per acquisire la cittadinanza.
Art. XIV. Ogni capofamiglia Choctaw desideroso di restare e divenire cittadino degli Stati Uniti ha il diritto di farlo, specificando le proprie intenzioni a un Agente entro sei mesi dalla ratifica di questo trattato e lui o lei saranno pertanto confinati in una riserva in una sezione dei seicentoquaranta acri di terra.
I Choctaw furono la prima delle Cinque Tribù Civilizzate ad essere deportare dal sud-est degli Stati Uniti, dal momento che i governi centrale e federale degli Stati Uniti volevano concedere quelle terre alla società contadina americana in rapida crescita. Nel 1831 decine di migliaia di Choctaw percorsero gli 800 km verso l'Oklahoma e molti morirono durante il tragitto. La tribù cercò inoltre di mantenere in vita le proprie tradizioni e usanze anche nella nuova terra abitata.
I Choctaw si ritrovarono così divisi in due gruppi. Da una parte avevamo la nuova Nazione Choctaw in Oklahoma e dall'altra i resti della tribù originale in Mississippi. La Nazione mantenne le proprie regole, mentre i Choctaw rimasti in Mississippi dovettero adattarsi alle leggi degli Stati Uniti e cercarono di eleggere un proprio rappresentante tra i politici a capo del governo.

## Condizioni

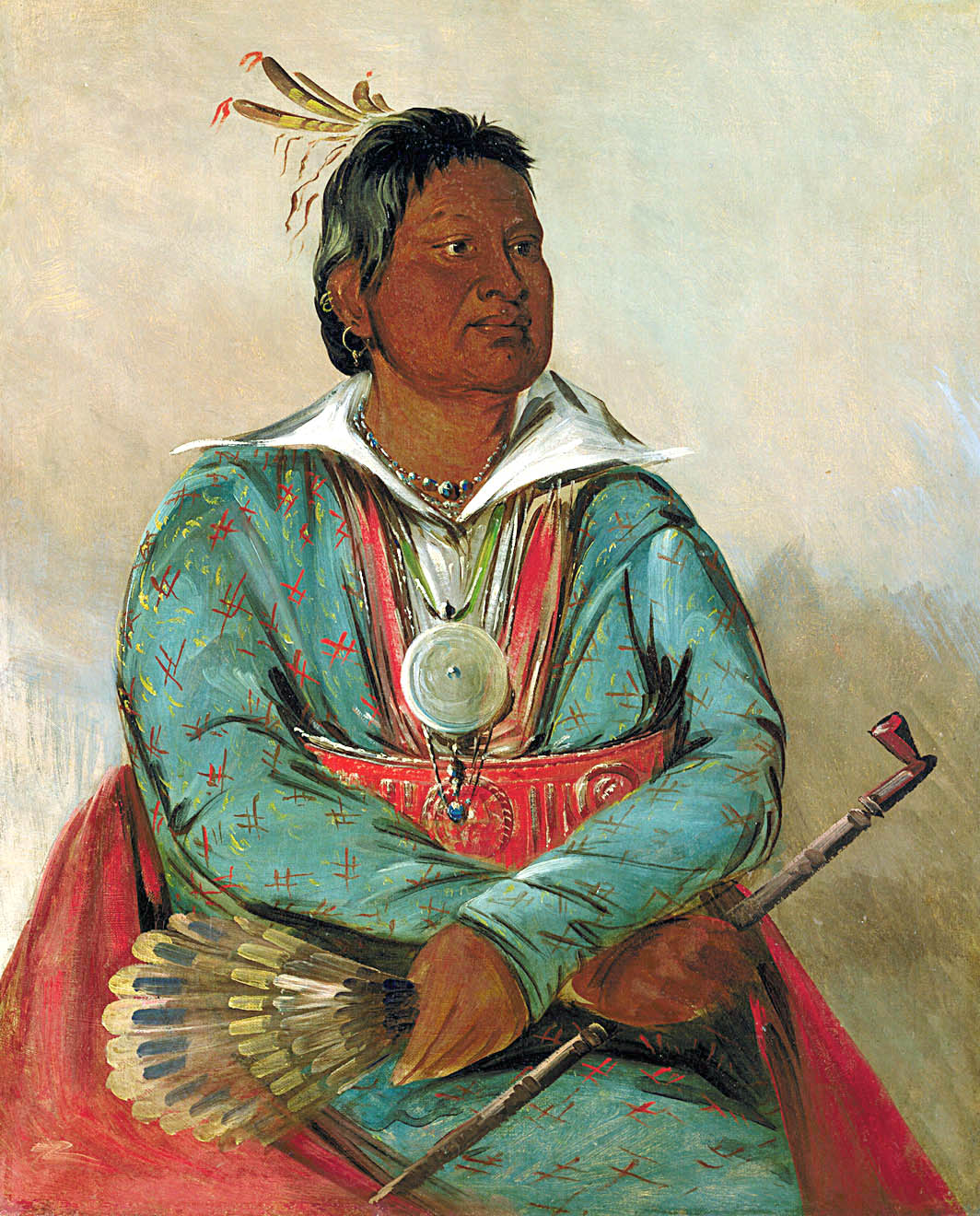
Mosholatubbee, 1834, Smithsonian American Art Museum

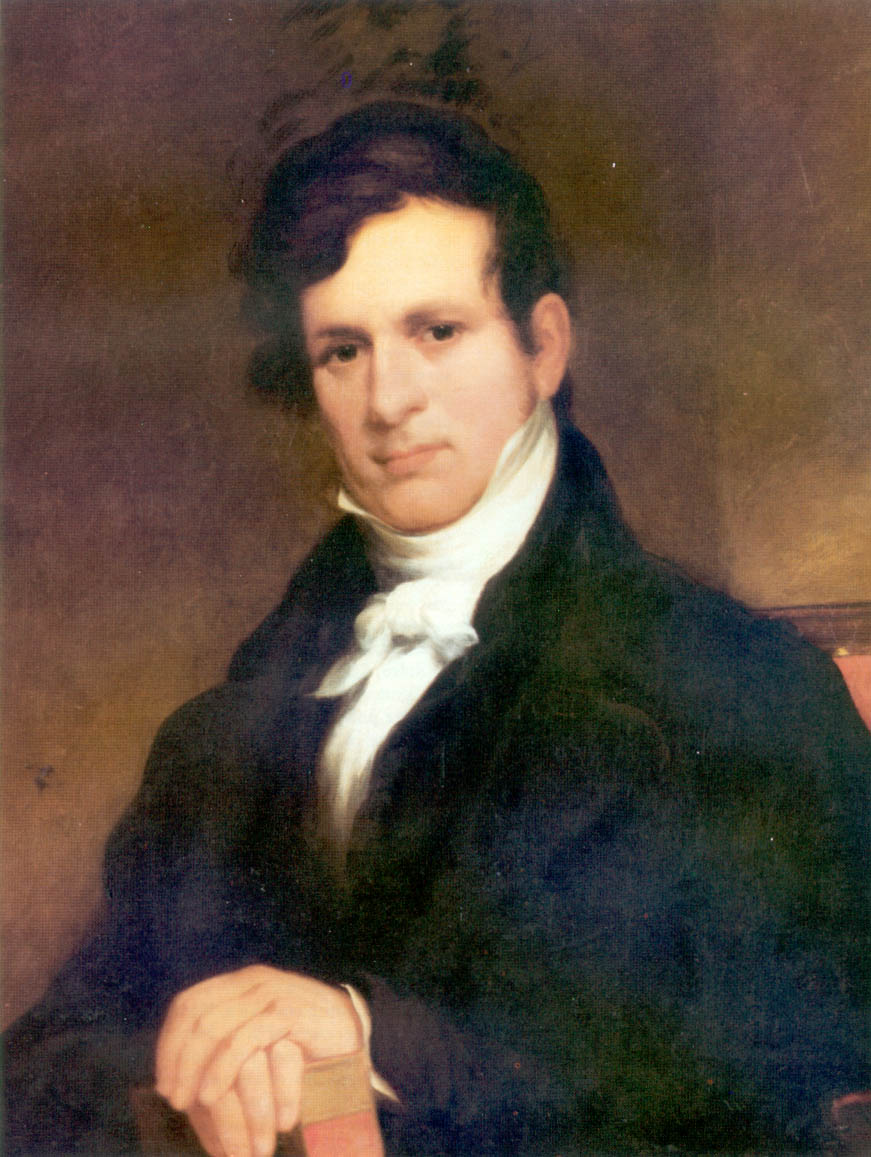
John Eaton era un caro amico di Andrew Jackson. Fu il segretario della guerra durante la sua amministrazione ed è qui ritratto da Robert Weir (1873)

### Paragrafo non ratificato
Questo paragrafo del trattato non fu ratificato:
(Charles Kappler, INDIAN AFFAIRS: LAWS AND TREATIES, Vol. II, cap. "Treaties", Government Printing Office, 1904)

## Firmatari
I principali firmatari furono John Eaton, John Coffee, Greenwood Leflore, Musholatubbee e Nittucachee, ma sul trattato si distinguono circa duecento firme.

## Conseguenze

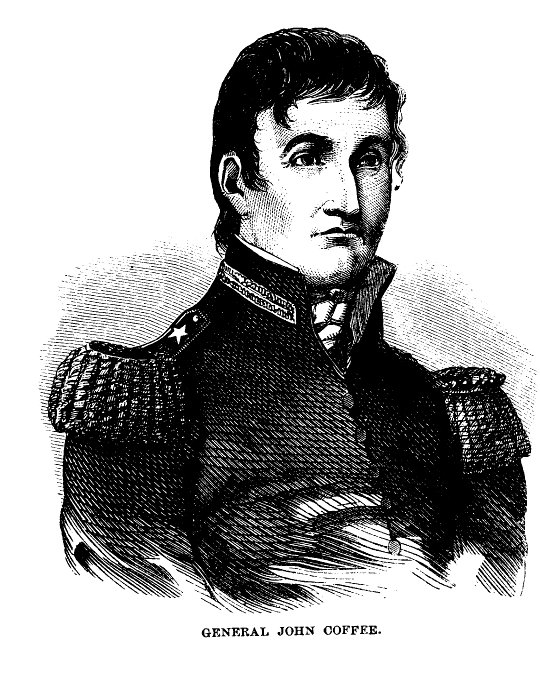
John R. Coffee

Dopo aver ceduto circa 11 milioni di acri, i Choctaw emigrarono in tre fasi distinte. La prima grande migrazione si ebbe nell'autunno del 1831, la seconda durante il 1832 e l'ultima nel 1833. Il trattato venne ratificato il 25 febbraio 1831 e il presidente era ansioso di trasformarlo in un modello esemplare per la deportazione degli indiani. Il capo George Harkins scrisse una lettera indirizzata al popolo americano, poco prima che la deportazione avesse luogo:
(George W. Harkins, George W. Harkins to the American People.)
Circa quindicimila Choctaw lasciarono la terra natia per spostarsi nello stato dell'Oklahoma. La parola Oklahoma in lingua Choctaw significa "persone rosse" (red people), reso in italiano come "pellerossa".
Circa 5-6.000 Choctaw rimasero nel Mississippi nel 1831 dopo la prima deportazione. Per i successivi dieci anni ci furono molti tentativi di denuncia da parte dei Choctaw per intimidazioni, molestie e conflitti legali. Così i Choctaw descrissero la propria situazione nel 1849:
Le nostre abitazioni sono state distrutte e bruciate, le barriere abbattute, il bestiame liberato nei nostri campi e noi stessi siamo stati flagellati, ammanettati incatenati o si è abusato di noi in altri modi, al punto che a causa di questo trattamento alcuni dei nostri migliori uomini sono morti.
Joseph B. Cobb, un colono che si trasferì in Mississippi dalla Georgia, descrisse i Choctaw come "persone senza pregi e virtù alcuni" e per certi versi trovava "i neri, specialmente i nativi africani, più interessanti ed ammirevoli" e li considerava "superiori ai pellerossa in ogni modo". Le tribù Choctaw e Chickasaw, quelle che conosceva meglio, per lui erano solo motivo di disprezzo e "peggiori persino degli schiavi neri".
Le deportazioni continuarono anche nel Novecento. Nel 1903 trecento Choctaw furono indotti a spostarsi in Oklahoma e all'epoca la tribù non aveva alcun rappresentante al governo statunitense. Greenwood Leflore, un leader Choctaw, rimase in Mississippi e fu eletto alla Mississippi House of Representatives e al Senato.
La nazione Choctaw continuò a prosperare fino a quando l'Oklahoma non divenne uno degli Stati. Il governo Choctaw fu smantellato con il Curtis Act e la stessa sorte toccò a tutte le nazioni delle tribù del vecchio Indian Territory. Le terre comuni indiane furono spartite e vendute a famiglie americane per volere del Dawes Act, al fine di incrementare le terre a uso agricolo per i colonizzatori.
I discendenti dei Choctaw rimasti in Mississippi si riorganizzarono nella Mississippi Band of Choctaw Indians nel 1945 ed ottennero un riconoscimento federale.